# Sanfilippodytes vilis
Sanfilippodytes vilis är en skalbaggsart som först beskrevs av Leconte 1852.  Sanfilippodytes vilis ingår i släktet Sanfilippodytes och familjen dykare. Inga underarter finns listade i Catalogue of Life.